# Кубок Наследного принца Катара 1999
Кубок Наследного принца Катара 1999 года — 5-й розыгрыш Кубка Наследного принца Катара, проходивший с 8 по 14 апреля. В соревновании приняли участие 4 лучшие команды Катара по итогам Лиги звёзд Катара 1998/1999.

## Участники
- Аль-Вакра : чемпион Лиги звёзд Катара 1998/1999
- Аль-Иттихад : 2-е место в Лиге звёзд Катара 1998/1999
- Ас-Садд : 3-е место в Лиге звёзд Катара 1998/1999
- Аль-Араби : 4-е место в Лиге звёзд Катара 1998/1999

## Детали матчей

### 1/2 финала
| Аль-Вакра | 2 – 2 | Аль-Араби |
| --------- | ----- | --------- |
|           |       |           |

| Аль-Иттихад | 1 – 0 | Ас-Садд |
| ----------- | ----- | ------- |
|             |       |         |

| Аль-Араби | 0 – 3 | Аль-Вакра |
| --------- | ----- | --------- |
|           |       |           |

| Ас-Садд | 0 – 3 | Аль-Иттихад |
| ------- | ----- | ----------- |
|         |       |             |

### Финал
| Аль-Вакра | 2 – 1 | Аль-Иттихад |
| --------- | ----- | ----------- |
|           |       |             |

| Кубок Наследного принца Катара Победитель 1999 |
| ---------------------------------------------- |
| Аль-Вакра 1-й титул                            |